# Kitione Kamikamica
Pas d'image ? Cliquez ici

a Compétitions nationales et continentales officielles uniquement.

b Matchs officiels uniquement.
Dernière mise à jour le 4 mars 2025.
Kitione Kamikamica, né le 27 avril 1996 aux Fidji, est un joueur de rugby à XV fidjien. Il joue aux postes de troisième ligne centre ou de troisième ligne aile. Il évolue avec le RC Vannes en Top 14 depuis 2024.

## Carrière

### En club
Kitione Kamikamica commence à jouer au rugby dans son pays natal, et passe par la Lelean Memorial School de Nausori, avec qui il remporte le Deans Trophy (en) (championnat lycéen).
Il est recruté en 2015 par l'Union Bordeaux Bègles qui évolue en Top 14, alors qu'il est tout juste âgé de 19 ans. Arrivé en France, il évolue dans un premier temps en Espoir, avec laquelle il remporte le championnat de France en 2016.
Il a fait ses débuts avec l'équipe professionnelle en octobre 2017 lors d'un déplacement à Enisey-STM lors du challenge européen 2016-2017, marquant un essai à cette occasion. Plus tard lors de la même saison, il joue son premier match de Top 14 contre le Stade rochelais le 24 mars 2018.
Pour la saison 2018-2019, il est prêté au RC Vannes en Pro D2,. Avec le club breton, il obtient un temps de jeu conséquent puisqu'il dispute vingt-trois rencontres, et inscrit trois essais.
En 2019, il rejoint le CA Brive, qui vient d'être promu en Top 14, pour un contrat de trois saisons.
Le 16 octobre 2021, lors de la septième journée du championnat et d'une rencontre à domicile face au Stade rochelais, il se blesse très gravement au genou, ce qui l'écarte des terrains pour une durée de six mois,.
En juin 2022, il signe un contrat de deux saisons avec le Racing 92, qu'il rejoint en même temps que son coéquipier à Brive et compatriote Peniami Narisia.
Peu utilisé lors de son passage au Racing, il fait son retour en 2024 avec le RC Vannes, qui vient d'être promu en Top 14, pour un contrat de trois saisons,.

### En équipe nationale
Kitione Kamikamica joue avec la sélection scolaire fidjienne en 2016, avec qui il participe à un Nouvelle-Zélande.
Il joue ensuite avec l'équipe des Fidji des moins de 20 ans en 2016, participant ainsi au trophée mondial des moins de 20 ans.
En octobre 2020, il est sélectionné pour la première fois avec l'équipe des Fidji à XV par le nouveau sélectionneur Vern Cotter,. Il n'est toutefois pas utilisé lors de cette tournée.
Il est rappelé en sélection l'année suivante, pour préparer la double confrontation contre la Nouvelle-Zélande,. Il fait ses débuts en sélection lors du second test-match, le 17 juillet 2021 à Hamilton.
En juin 2023, il est sélectionné au sein du groupe fidjien retenu pour préparer la Coupe du monde 2023 en France. Il n'est cependant pas retenu dans le groupe définitif de 33 joueurs annoncé au mois d'août suivant.

## Palmarès

### En club
- Champion de France Espoir en 2016 avec l'Union Bordeaux Bègles.